# Мелеро, Гонсало
Гонса́ло Хулиа́н Мелеро Мансана́рес (англ. Gonzalo Julián Melero Manzanares; род. 2 января 1994, Мадрид) — испанский футболист, полузащитник клуба «Альмерия».

## Клубная карьера
Родившись в Мадриде, Мелеро присоединился к академии «Реал Мадрид», до этого выступая за «Зона Норте». В сезоне 2013/2014 он дебютировал за «Реал Мадрид C», по итогом сезона команда вылетела из Сегунды B. 
В июле 2014 года он был переведён в резервную команду «Реал Мадрид B», 30 января 2015 года был арендован клубом «Понферрадина» и не входил в планы главного тренера Кастильи Зинедина Зидана. 15 февраля в матче против «Нумансии» он дебютировал в Сегунде. 27 февраля 2016 года в поединке против «Бильбао Атлетик» Мелеро забил дебютный гол за «Понферрадину».
27 июля 2016 года после вылета «Понферрадины», подписал однолетний контракт с клубом «Уэска». 10 декабря в матче против «УКАМ Мурсия» он оформил «дубль». В сезоне 2017/2018 годов Мелеро был игроком стартового состава и помог клубу впервые в истории выйти в Ла Лигу. 19 августа 2018 года в матче против клуба «Эйбар» он дебютировал в высшем испанском дивизионе.
3 июля 2019 года после вылета «Уэски», полузащитник подписал контракт с клубом «Леванте». 1 сентября 2022 года стал игроком клуба Ли Лиги — «Альмерии».